# 谷王食品
谷王食品工業股份有限公司（簡稱：谷王食品），是台灣嘉義縣民雄鄉一間從事食品加工的公司，成立於1979年2月，主要生產麵筋、罐頭食品、火鍋料、包子等食品。

## 歷史
- 1979年2月23日，公司成立，主要生產麵筋。
- 2020年代，據傳谷王食品年營收已達新台幣2.5億元[2]。
- 2022年3月28日凌晨，民雄工廠倉庫發生火警，大約151坪的倉庫受到火災影響，所幸無人傷亡[3][4]。